# Fuseki

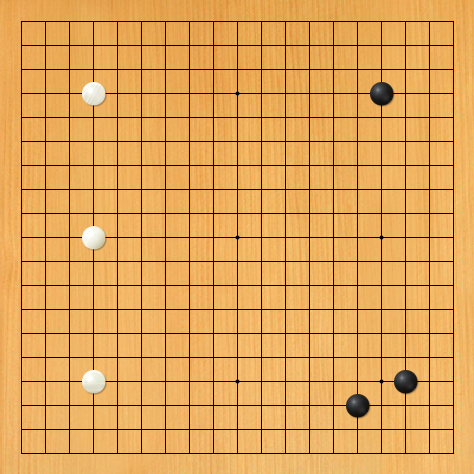
Otwarcie, w którym czarny gra hoshi oraz keima shimari, a biały sanrensei

Fuseki (jap. 布石) – początkowa faza gry w go, w której gracze zarysowują swoje strefy wpływów i przygotowują dogodne pozycje do późniejszych walk. Fuseki trwa do momentu pierwszej inwazji i w większości partii kończy się około dwudziestego a nawet pięćdziesiątego ruchu. Potem gra przechodzi w chūban.

## Historia
Od początku istnienia gry, naturalnymi otwarciami było zajmowanie kolejno: rogów, boków i dopiero później środka planszy. Drugą regułą było rozpoczynanie gry na trzeciej lub czwartej linii. Te zasady złamali w 1930 roku Seigen Go oraz Minoru Kitani, wprawiając w zdumienie innych profesjonalnych graczy stosując fuseki nazwane później shin, które było jedną z podwalin nowoczesnego go.

## wybrane otwarcia
- Chińskie fuseki – rodzaj otwarcia, które rozpropagował chiński gracz Chen Zude. W odróżnieniu od otwarć bazujących na shimari, chińskie fuseki charakteryzuje się szybkim rozwinięciem na brzegu planszy.
- Nirensei (jap. 二連星 rząd dwóch gwiazd) – otwarcie w którym zajmuje się dwa sąsiednie rogi stawiając kamienie w punktach zaznaczonych kropką (hoshi)[3].
- Sanrensei (jap. 三連星 rząd trzech gwiazd) – otwarcie w którym zajmuje się trzy punkt zaznaczone kropką (hoshi) wzdłuż jednego z boków planszy[4].
- Shūsakuryū fuseki (jap. 秀策流布石) – fuseki charakterystyczne dla gry Shūsaku Hon’inbō, mające kilka wariantów. Nie zostało ono stworzone przez Shūsaku, ale było przez niego udoskonalane. Shūshaku nie przegrał w nim ani jednej partii. Otwarcie Shūsaku było bardzo popularne do czasu wprowadzenia komi, potem okazało się, że daje czarnym zbyt małą przewagę[potrzebny przypis]
- Yonrensei (jap. 四連星 rząd czterech gwiazd) – otwarcie, w którym zajmuje wszystkie punkty zaznaczone kropką (hoshi) wzdłuż jednego z boków planszy a następnie najbliższe hoshi na boku prostopadłym[5].